# Belisama
Dans la mythologie celtique, Belisama ou Belesama est une divinité importante du panthéon gaulois. Son parèdre et équivalent masculin est Belenos.

## Étymologie
Le théonyme gaulois Belisama a été traditionnellement interprété comme signifiant « le très brillant », issu de la racine indo-européenne *bʰelH- (« blanc, brillant » ; cf. Lith. báltas « blanc », grec φαλός / phalós, « blanc », Arm. bal « pâleur », goth. bala « gris ») attaché au suffixe superlatif *-isamā. Comme pour Belenos, cependant, cette théorie a fait l'objet de critiques croissantes dans la recherche contemporaine.
Xavier Delamarre note que les cognats proposés issus de *bʰelH- ne semblent pas connoter brillant, mais plutôt blanc, gris, pâle, et propose de faire dériver le nom de la racine gauloise belo- (" fort, puissant "), rendant ainsi Belisama par « le Très Fort » (cf. Sanskrit baliṣṭhaḥ 'le plus fort') Alternativement, Peter Schrijver a conjecturé un lien avec la racine de 'jusquiame', *beles-, attachée à un suffixe inconnu -ma, en comparant le nom avec le théonyme gaulois Belisa-maros.
Les toponymes français Beleymas, Bellême, Balesmes, Blesmes, Blismes, et Velesmes sont basés sur ce théonyme.

## Fonction et culte

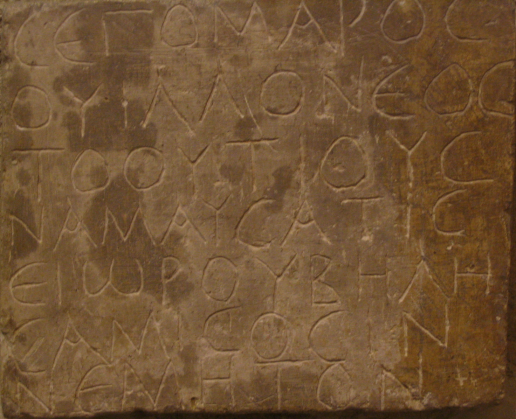
RIG G-172 inscription: СΕΓΟΜΑΡΟС/ ΟΥΙΛΛΟΝΕΟС/ ΤΟΟΥΤΙΟΥС/ ΝΑΜΑΥСΑΤΙС/ ΕΙѠΡΟΥ ΒΗΛΗ/СΑΜΙ СΟСΙΝ/ ΝΕΜΗΤΟΝ.

Belisama est surtout associée au feu domestique, mais cette déesse du foyer est aussi chargée de l'artisanat du métal (elle est patronne des Forgerons) et du verre. Déesse guerrière, elle veille à la fabrication des armes. Elle préside aussi aux "beaux arts", aux activités liées à l'époque à la féminité, en particulier au tissage.
Patronne des sources thermales, elle est une déesse guérisseuse pouvant redonner la vie qu'elle peut prendre dans sa dimension guerrière.
Les divinités traditionnelles des Gaulois ont continué d'être honorées après la conquête. Cela ne dérangeait pas l'autorité romaine dans la mesure où la religion ne servait pas de prétexte à comploter contre elle et n'excluait pas le culte fédérateur à l'empereur. Il arrivait certainement que les Romains installés en Gaule adoptassent dans leur pratique religieuse une divinité locale.

## Attestation épigraphiques
On trouve des traces de cette divinité guérisseuse et guerrière dans une zone géographique très étendue, jusqu'à Saint-Lizier dans les Pyrénées.
Une inscription trouvée à Vaison-la-Romaine indique qu’un nemeton lui était dédié.
On l'a assimilée à la Minerve romaine ou à l'Athéna grecque, à Apollon et à Hestia, mais aussi comparé aux déesses Brigantia - la Brigit gaélique - ou Bricta. L'assimilation à Minerve est soutenue par une inscription gallo-romaine découverte en réemploi dans un pont de Saint-Lizier, ancien chef-lieu du peuple des Consoranni, en Ariège.
Une dédicace sur céramique a également été retrouvée à Liberchies, en Belgique, dans un contexte de la seconde moitié du Ier siècle au début du 2nd siècle. Ce graffiti montre ainsi la pratique de son culte dans la Civitas des Tongres.

## Toponymie
Plusieurs toponymes sont susceptibles de dériver du nom de la déesse, ainsi Bellême (Belismo Xe siècle)dans l'Orne, Blismes (Belisma 1287) dans la Nièvre, Blesme dans la Marne, Balême, un lieu-dit d'Affieux en Corrèze. Beleymas (Belemas 1268, Bellesmas 1310) en Dordogne, ou encore le crêt de Bélize, lieu de culte de la déesse Bélisama dans le massif du Pilat dans la Loire.

## Dans la culture
- Belisama fait partie des nombreux dieux cités dans la série de bande dessinée Astérix.
- Le nom Belisama est donné, dans le cadre de la campagne NameExoWorlds, à l'exoplanète HD 8574 b[11]. Dans le même temps, le nom Belenos est donné à son étoile, HD 8574.